# Lepidochrysops pephredo
Lepidochrysops pephredo är en fjärilsart som beskrevs av Henry Trimen 1889. Lepidochrysops pephredo ingår i släktet Lepidochrysops och familjen juvelvingar. IUCN kategoriserar arten globalt som sårbar. Inga underarter finns listade i Catalogue of Life.